# 韦尼亚-韦尔
韦尼亚-韦尔（葡萄牙語：Venha-Ver）是巴西北大河州的一个市镇。总面积71.622平方公里，总人口3810人，人口密度53.2人/平方公里。